# Arthur xứ Connaught
Vương tôn Arthur xứ Connaught  (Arthur Frederick Patrick Albert; 13 tháng 1 năm 1883 – 12 tháng 9 năm 1938) là một thành viên của Vương Thất Anh và là sĩ quan quân đội Anh. Ông là con trai của Vương tử Arthur, Công tước xứ Connaught và Strathearn và Luise Margareta của Phổ và là cháu nội trai của Victoria của Anh Ông giữ chức vụ Toàn quyền Liên bang Nam Phi từ ngày 20 tháng 11 năm 1920 đến ngày 21 tháng 1 năm 1924.

## Thân thế
Vương tôn  Arthur sinh ngày 13 tháng 1 năm 1883 tại Lâu đài Windsor. Cha của ông là Vương tử Arthur, Công tước xứ Connaught và Strathearn, con trai thứ ba của Nữ vương Victoria và Vương tế Albert xứ Saxe-Coburg và Gotha. Mẹ của ông là Louise Margaret của Phổ.
Arthur được rửa tội tại Nhà nguyện riêng của Lâu đài Windsor vào ngày 16 tháng 2 năm 1883, và cha mẹ đỡ đầu của ông là Nữ vương Victoria (bà nội của ông), Hoàng hậu Đức (người mà cô của ông là Vương nữ Beatrice đại diện), Friedrich Leopold của Phổ (cậu ruột của ông, người được Đại sứ Đức Bá tước Münster đại diện), Vương phi Henry của Hà Lan (dì của ông, người được Nữ bá tước Münster đại diện), Công tước xứ Cambridge (em họ của bà nội ông) và Công tước xứ Edinburgh (bác ruột của ông, người được Thân vương xứ Wales đại diện ).
Arthur là nam duệ đầu tiên của Vương Thất Anh được học tại Eton College. Ông được gia đình gọi với biệt danh là "Arthur nhỏ" ( Young Arthur) để phân biệt với cha mình.

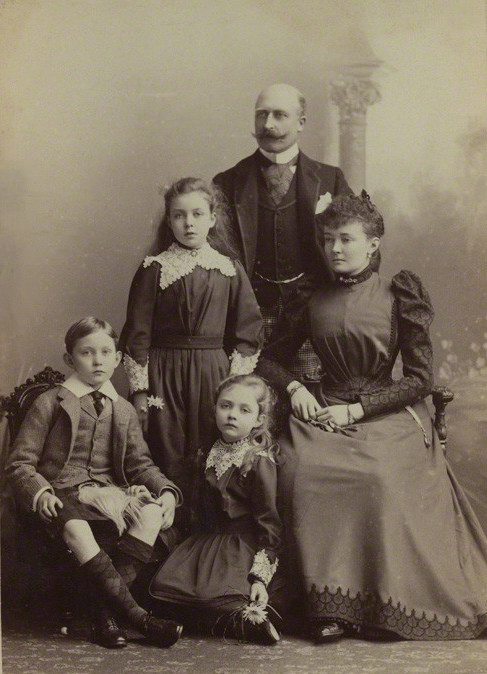
Gia đình của Công tước và Công tước phu nhân xứ Connaught. Từ trái sang phải: Vương tôn Arthur xứ Connaught (quỳ), Vương tôn nữ Margaret xứ Connaught, Vương tôn nữ Patricia xứ Connaught (ngồi), Công tước xứ Connaught và Strathaern, Công tước phu nhân xứ Connaught và Strathern.

## Binh nghiệp
Vương tôn Arthur được theo học tại Eton College, tuy nhiên ông đã rời khỏi trường  sớm để vào Cao đẳng Quân sự Vương Thất, Sandhurst ( Royal Military College)  khi mới mười sáu tuổi và hai tháng. Từ đó, ông được giao nhiệm vụ vào Trung đoàn Kỵ binh số 7 (Queen's Own Hussars) với cấp bậc trung úy vào tháng 5 năm 1901. Sang năm sau, 1902, ông được điều động ra quân lần đầu tiên. Sau khi Chiến tranh Boer lần thứ hai kết thúc vào tháng 6 năm 1902, hầu hết quân đội Anh rời Nam Phi, nhưng Trung đoàn Kỵ binh số 7 được điều động đến đó để giữ gìn hòa bình. Vương tôn Arthur và 230 người trong trung đoàn của ông rời Southampton trên tàu SS Ortona vào tháng 10 năm 1902  và đến Cape Town vào cuối tháng đó. Ông đã dành nhiều tháng đóng quân tại Krugersdorp. Năm 1905, ông trở thành phụ tá ( aide-de-camp) cho bác mình, Vua Edward VII. Năm 1907, ông được thăng hàm đại úy trong Trung đoàn Kỵ binh Dragoon số 2 (Royal Scots Greys). Ông trở thành Đại tá Tổng tư lệnh danh dự  ( Colonel- in-chief) của trung đoàn này vào năm 1920.
Trong Thế chiến thứ nhất, Vương tôn Arthur đã phục vụ với tư cách là phụ tá cho các Tướng Sir John French và Sir Douglas Haig, những người chỉ huy của Lực lượng Viễn chinh Anh tại Pháp và Bỉ. Ông được thăng hàm trung tá vào năm 1919. Vào tháng 10 năm 1920, Vương tôn Arthur được thăng hàm thiếu tướng danh dự ( Hon. Major General). Ông trở thành đại tá trong lực lượng dự bị vào năm 1922.
Vì con cái của nhà vua còn quá nhỏ để đảm nhiệm các nghĩa vụ vương thất cho đến sau Thế chiến thứ nhất, Vương tôn Arthur đã thực hiện nhiều nhiệm vụ nghi lễ trong nước và nước ngoài. Bao gồm cả việc khai mạc Triển lãm quốc gia Scotland, được tổ chức tại Công viên Saughton, Edinburgh. Một trong những điểm thu hút là Làng Senegal với cư dân Senegal nói tiếng Pháp, được trưng bày để thể hiện lối sống, nghệ thuật và nghề thủ công của họ khi sống trong những túp lều tổ ong.

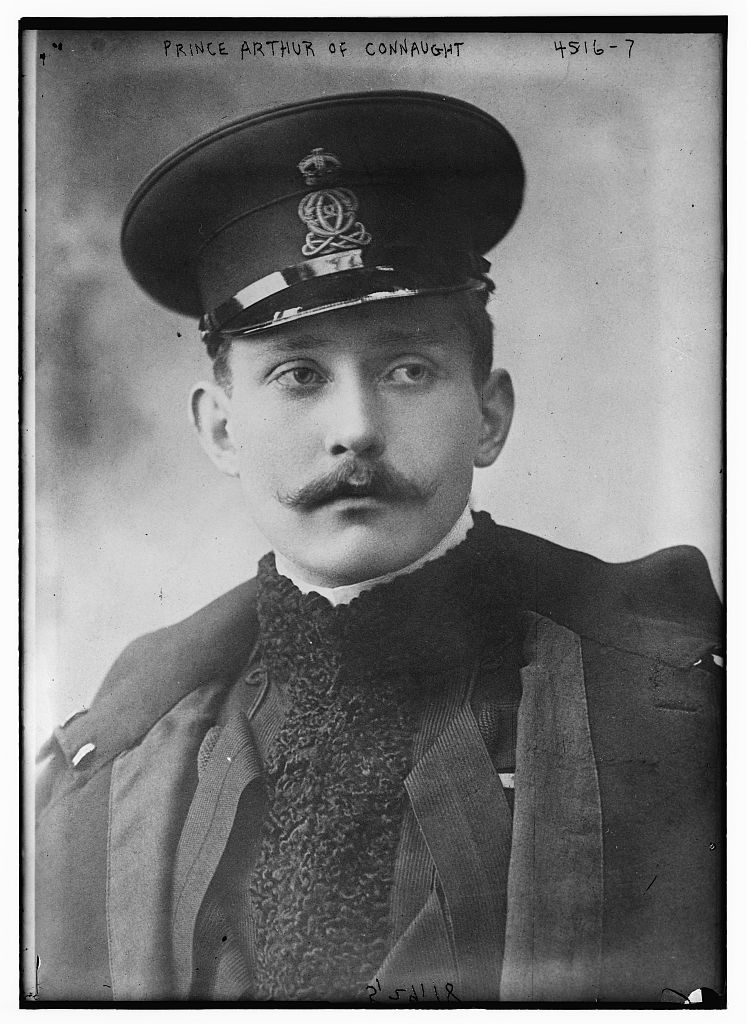
Ảnh chụp Vương tôn Arthur trong bộ quân phục của Trung đoàn Kỵ binh Dragoon số 2 thuộc Royal Scots Greys. Khoảng năm 1908-1910

## Hôn nhân
Vào ngày 15 tháng 10 năm 1913, Arthur xứ Connaught kết hôn với Vương tôn nữ Alexandra, Nữ Công tước thứ 2 xứ Fife, tại Nhà nguyện Hoàng gia ở Cung điện Thánh James, Luân Đôn. Alexandra là thành viên của Vương Thất Anh và là cháu ngoại của vua Edward VII. Cha của Arthur, Công tước xứ Connaught lại là em trai ruột của vua Edward VII. Vì vậy, xét theo mối quan hệ gia đình, Arthur và Alexandra là cậu - cháu họ.
Sau khi kết hôn, vợ chồng Arthur và Alexandra được gọi với tước vị và kính xưng là [HRH Vương tôn và Vương tôn phi Arthur xứ Connaught ]
Vương tôn và Vương tôn phi Arthur xứ Connaught có một người con trai duy nhất:
- Alastair Arthur Windsor (9 tháng 8 năm 1914 - 26 tháng 4 năm 1943). Năm 1942, kế vị ông nội trở thành Công tước thứ 2 của xứ Connaught và Strathaern, Ngày 26 tháng 4 năm 1943, ông qua đời khi đang đóng quân tại Ottawa, Ontario, Canada. Không có hậu duệ.

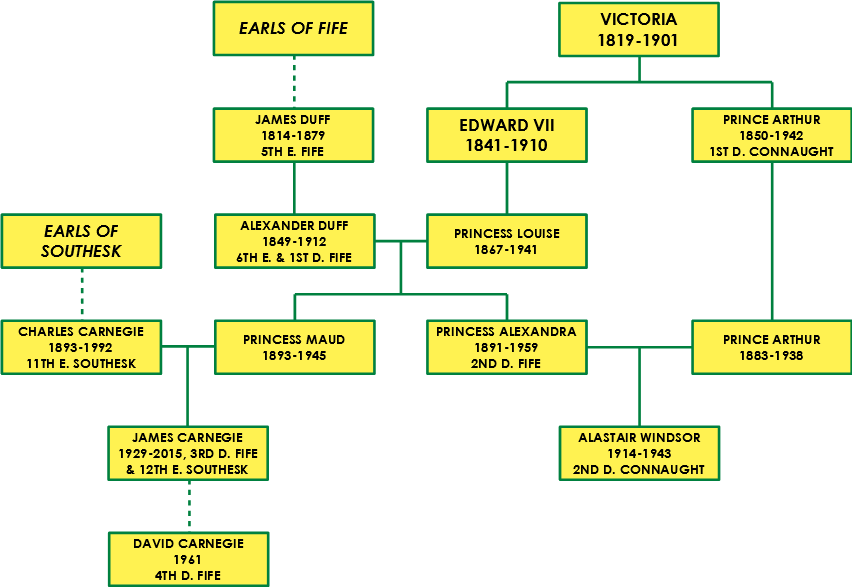
Sơ đồ biểu thị mối quan hệ cậu - cháu họ của Arthur và Alexandra, đồng thời thể hiện các hậu duệ thừa kế 2 tước vị Fife và Connaught.

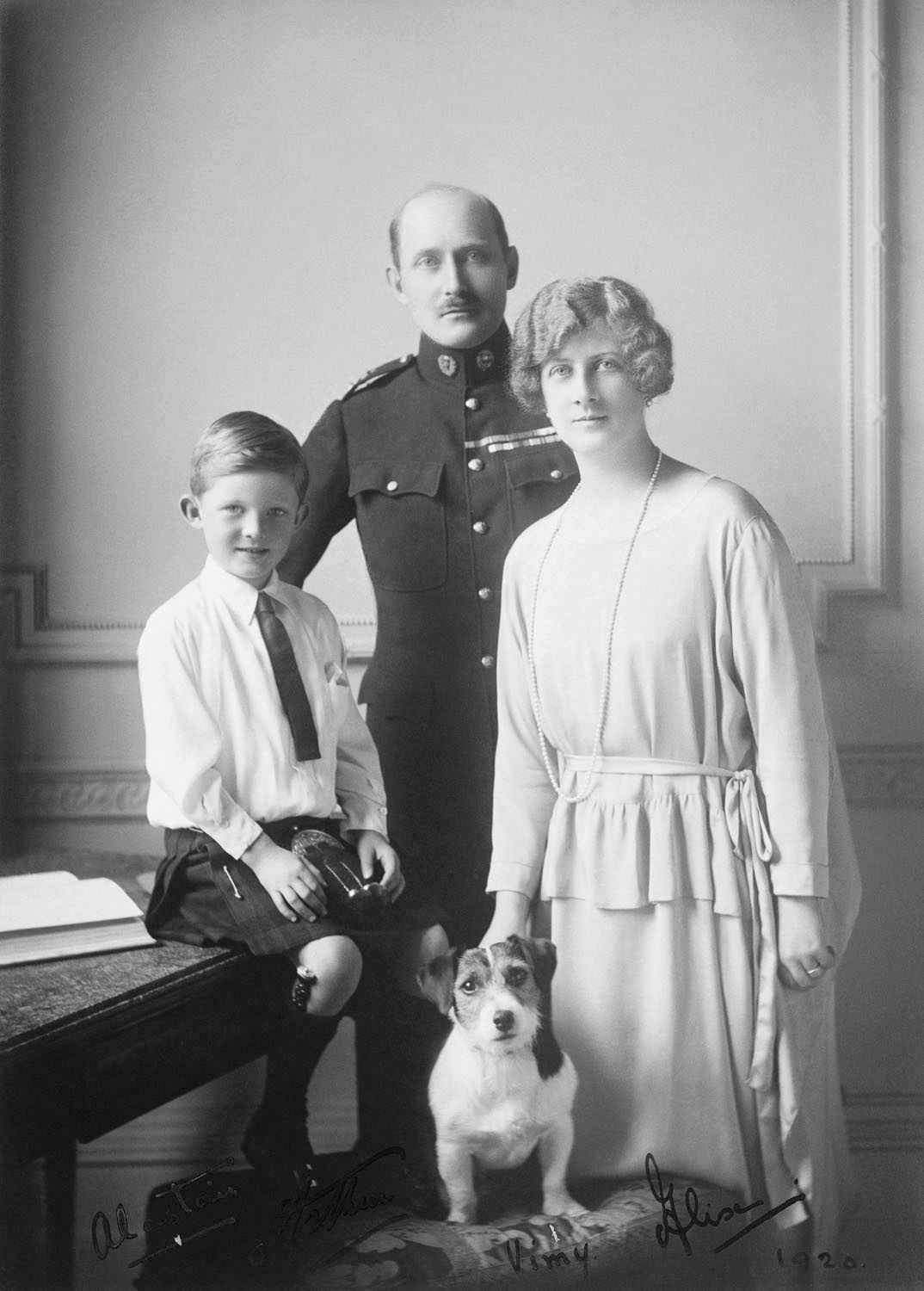
Vương tôn và Vương tôn phi Arthur xứ Connaught cùng với con trai duy nhất của 2 người: Alastair Windsor (sau là Công tước đời thứ 2 xứ Connaught và Strathearn). Ảnh chụp năm 1920.

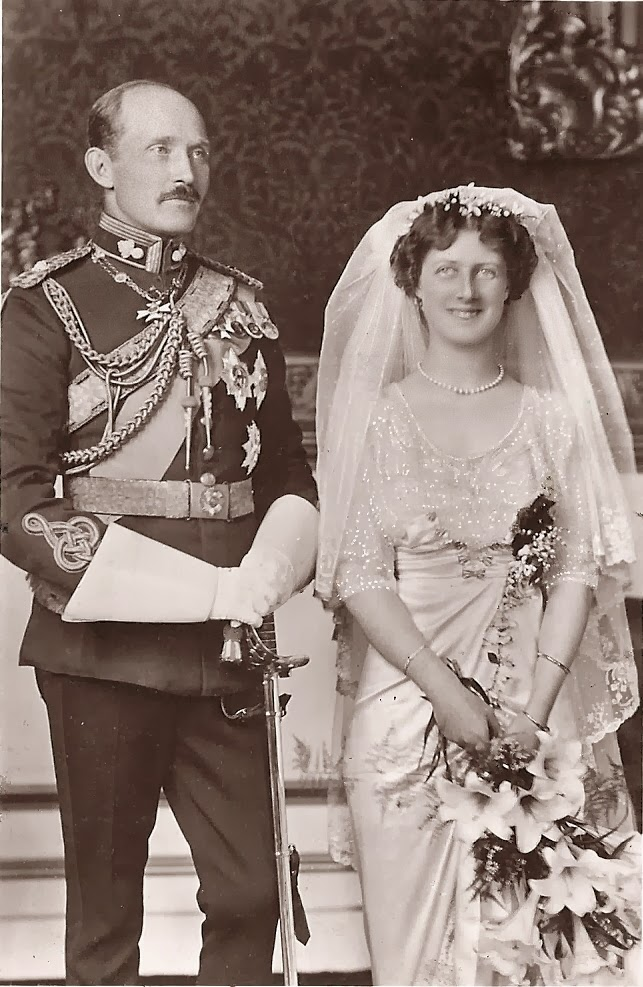
Vương tôn Arthur cùng vợ mình, Alexandra, Nữ công tước xứ Fife trong ngày cưới. Ảnh chụp năm 1913.

## Sự nghiệp

### Hỗ trợ Vương thất ( 1906-1920)
Sau khi anh họ của mình, Quốc vương George V lên ngôi, Vương tôn Arthur và cha của ông là những thành viên nam có địa vị cao nhất trên 18 tuổi cư trú tại Vương quốc Anh. Vì vậy, vào thời điểm khi các con của George V chưa thành niên, ông đã đảm nhận nhiều nhiệm vụ vương thất khác nhau thay mặt cho Nhà vua và đóng vai trò là Cố vấn Nhà nước ( Counsellor of State) trong thời gian Nhà vua vắng mặt ở nước ngoài.
Trên thực tế, Vương tôn Arthur đã bắt đầu nghĩa vụ hỗ trợ Vương thất của mình từ những năm đầu thế kỉ 20, dưới thời trị vì của bác mình là Edward VII. Năm 1906, theo lệnh của Nhà vua,Vương tôn Arthur đã trao Huân chương Garter cho Thiên hoàng Minh Trị của Nhật Bản, là kết quả của Liên minh Anh-Nhật.
Sau khi thế chiến thứ nhất kết thúc, năm 1918, Arthur là khách trên tàu tuần dương chiến hạm Kirishima của Nhật Bản trong chuyến hải trình đi từ Nhật Bản đến Canada . Ông đại diện cho Vương thất đến thăm Tokyo, sau đó là Nagoya và được chào đón tại Công viên Tsuruma và Buntenkaku, sau cùng ông đến thăm Kyoto. Năm 1920,  Vương tôn Arthur kế nhiệm Tử tước Buxton, trở thành toàn quyền thứ 3 và tổng tư lệnh ở Nam Phi.

### Toàn quyền Nam Phi ( 1920-1924)
Vương tôn Arthur xứ Connaught giữ chức Toàn quyền Nam Phi từ ngày 20 tháng 11 năm 1920 cho đến ngày 21 tháng 1 năm 1924. Cùng với vợ mình, Alexandra, ông được người dân bản địa cũng như chính quyền Nam Phi vô cùng yêu quý bởi sự lịch thiệp, thân thiện của mình. Năm 1924, Alexander Cambridge, Bá tước xứ Athlone ( em trai của Vương hậu Mary)  kế nhiệm ông trở thành toàn quyền thứ 4 của Nam Phi.

### Giai đoạn sau này ( 1924-1937)
Sau khi trở về Anh, Vương tôn Arthur tiếp tục thực hiện nghĩa vụ hỗ trợ Vương Thất khi tham gia vào các hoạt động công cộng và xuất hiện trước công chúng, đặc biệt về mảng y tế và từ thiện. Ông hỗ trợ vợ mình, Vương tôn nữ Alexandra trong sự nghiệp điều dưỡng của bà, cũng như cùng với vợ tham gia vào nhiều tổ chức từ thiện. Đáng chú ý, trong khoảng thời gian Arthur đảm nhiệm chức Chủ tịch Hội đồng Quản trị của Bệnh viện Middlesex, ông đã thực hiện một số chính sách để nâng cao phúc lợi xã hội cũng như là cơ sở vật chất nhằm cải thiện tình trạng khám-chữa bệnh ở đây.
Giống như cha mình, Công tước xứ Connaught, ông hoạt động tích cực trong Hội Tam Điểm, trở thành Đại sư hạt Berkshire vào năm 1924. Vào tháng 5 năm 1935, ông được bổ nhiệm làm Quản lí dân sự cấp cao của Reading, Berkshire, một chức vụ đã bỏ trống từ năm 1910.
Bên cạnh đại diện Vương thất thực hiện các nghĩa vụ trong và ngoài nước, Vương tôn và vợ thường xuyên tham gia và góp mặt vào các sự kiện lớn nhỏ khác nhau cùng với các thành viên khác của gia đình Vương Thất Anh. Không chỉ là những sự kiện diễn ra hằng năm như Lễ tưởng niệm (Armistice Day), Lễ đua ngựa Derby,, Trooping the Color ,.... Vương tôn còn góp mặt vào các sự kiện lớn của Vương thất như Đại lễ kỉ niệm Bạc của anh họ mình, Quốc vương George V (1935)  , Lễ đăng quang của Quốc vương George VI ( 1937) , các hôn lễ lớn của Vương thất,... Lễ đăng quang của George VI năm 1937 cũng là một trong những lần xuất hiện cuối cùng của Arthur trước công chúng, trước khi ông qua đời vào tháng 9 năm 1938.

## Qua đời
Vương tôn Arthur xứ Connaught qua đời vì ung thư dạ dày ở tuổi 55 vào ngày 12 tháng 9 năm 1938 tại tư dinh ở London – số 41 Belgrave Square, Belgravia, London. Sau đó, quan tài của ông được đưa đến Bệnh viện Middlesex, nơi Vương tôn Arthur từng là chủ tịch, và di hài của ông được quàn nhà nguyện riêng, với các y tá từ bệnh viện túc trực. Tang lễ của ông tại Nhà nguyện St George, Windsor, vào ngày 16 tháng 9 năm 1939, sau đó di hài của ông được chôn cất tại Hầm mộ Hoàng gia, bên dưới Nhà nguyện St George . Ngày 22 tháng 9 năm 1938, lễ cải táng được tổ chức riêng tư để đưa thi hài ông yên nghỉ tại Nghĩa trang Vương thất, Frogmore (Royal Burial Ground, Frogmore), nằm đằng sau Vương lăng của Nữ vương Victoria và Vương tế Albert. .
Di chúc của ông được niêm phong tại London vào năm 1939. Tài sản của ông được định giá là 109.418 bảng Anh (hoặc 4,9 triệu bảng Anh vào năm 2022 khi điều chỉnh theo lạm phát). Cha của ông, Công tước xứ Connaught, sống thọ hơn ông 4 năm, và qua đời vào năm 1942. Con trai của Vương tôn Arthur, Alastair Windsor, người sử dụng tước hiệu [Bá tước MacDuff] sau năm 1917, đã kế vị ông nội của mình trở thành [Công tước thứ 2 xứ Connaught và Strathearn] và Bá tước xứ Sussex vào năm 1942, nhưng cũng đã qua đời vào năm sau (1943) mà không có hậu duệ. Tước vị Công tước xứ Connaught và Strathaern cũng chấm dứt do đã tuyệt tự, không có người thừa kế.

## Danh dự và huy hiệu

### Cấp bậc quân sự
- 2Lt: Trung úy 2, Trung đoàn Hussars số 7 (Queen's Own Hussars) (8 tháng 5 năm 1901)
- Trung úy: Trung úy, Trung đoàn Hussars số 7 (Queen's Own Hussars) (14 tháng 1 năm 1903)
- Đại úy: Đại úy, Trung đoàn Dragoons số 2 (Royal Scots Grey) (27 tháng 4 năm 1907)
- Bvt Maj: Brevet Major (14 tháng 10 năm 1913)
- Maj: Thiếu tá, Trung đoàn Dragoons số 2 (Royal Scots Grey) (19 tháng 8 năm 1915)
- Bvt LtCol: Trung tá Brevet (3 tháng 6 năm 1919)
- Đã nghỉ hưu (31 tháng 12 năm 1919)
- Hon Maj-Gen: Thiếu tướng danh dự (27 tháng 10 năm 1920)
- Đại tá: Đại tá, Sĩ quan dự bị (1 tháng 3 năm 1922 đến 13 tháng 1 năm 1938  )

### Danh dự
Huân chương và sắc lệnh
- KG: Hiệp sĩ Đồng hành Garter (15 tháng 7 năm 1902)
- KT: Hiệp sĩ Cây Kế  (14 tháng 10 năm 1913)
- PC: Cố vấn Cơ mật (11 tháng 6 năm 1910)
- CB: Huân chương Đồng hành Bath  (18 tháng 2 năm 1915)
- Người nhận Huân chương Hoàng gia Victoria (15 tháng 5 năm 1906) – vì đã đến Nhật Bản và trao tặng Thiên hoàng Minh Trị Huân chương Garter
- GCMG: Hiệp sĩ Đại Thập tự Huân chương Danh dự nhất của Thánh Michael và Thánh George (3 tháng 9 năm 1918)
- GCVO: Hiệp sĩ Đại Thập tự của Huân chương Hoàng gia Victoria (24 tháng 5 năm 1899)
- ADC: Sĩ quan hầu cận của Quốc vương (30 tháng 6 năm 1905)
- GCStJ: Huân chương Đại Thập tự Thánh John (12 tháng 6 năm 1926
- KJStJ: Hiệp sĩ Công lý Thánh John (25 tháng 7 năm 1905)
- Hiệp sĩ Thánh Hubertus (Bayern) (1911)
- Đại Huân chương Léopold (Bỉ)
- Hiệp sĩ Voi (Đan Mạch) (10 tháng 5 năm 1914)
- Đại Huân chương Muhammad Ali (Ai Cập)
- Đại Thập tự Bắc Đẩu Bội tinh (Pháp)
- Đại Thập tự Chúa Cứu Thế (Hy Lạp)
- Huân chương Đại Thập tự Ludwig (Hessen và Rhein) (26 tháng 9 năm 1901)
- Huân chương Truyền Tin Tối Cao (Ý) (3 tháng 12 năm 1904)
- Đại Huân chương Hoa cúc (Nhật Bản) (14 tháng 2 năm 1906)
- Đại Thập Tự với Vòng cổ Huân Chương Thánh Olav (Na Uy) (13 tháng 11 năm 1906)
- Đại Thập Tự Đại Bàng Đỏ (Phổ) (4 tháng 2 năm 1901)
- Hiệp sĩ Seraphim (Thụy Điển) (14 tháng 6 năm 1905)
- Đại Thập Tự Carol I (România)
- Hiệp sĩ Thánh Anrê (Nga)
- Hiệp sĩ hạng 3 với thanh kiếm của Thánh Vladimir (Nga)
- Đại Thập tự với Vòng cổ của Huân Chương Carlos III (Tây Ban Nha) (18 tháng 5 năm 1907)

Huy chương
- Ngôi sao 1914 (1917)
- Huy chương chiến tranh Anh (1919)
- Huy chương Chiến thắng (1919)
- Huy chương Đại lễ Kim cương Nữ vương Victoria (1897)
- Huy chương Lễ Đăng quang Quốc vương Edward VII (1902)
- Huy chương Lễ Đăng quang Quốc vương George V (1910)
- Huy chương Đại lễ Bạc Quốc vương George V (1935)
- Huy chương Lễ Đăng quang Quốc vương George VI (1937)

#### Bổ nhiệm danh dự quân sự
- Đại tá Tổng tư lệnh: Đội Grey Hoàng gia Scotland (Đội Dragoons thứ 2). ngày 8 tháng 11 năm 1921
- Đại tá Tổng tư lệnh: Quân đoàn Tài chính Quân đội Hoàng gia, ngày 11 tháng 5 năm 1937

### Quân kỳ
Là cháu trai theo dòng nam của một Quốc chủ Anh, Vương tôn Arthur đã được cấp quyền sử dụng huy hiệu vương thất vào ngày sinh nhật thứ hai mươi mốt của mình, với một tấm khiên Sachsen ở trung tâm và có sự khác biệt bằng một dải bạc, gồm năm điểm, hai điểm ngoài cùng và điểm trung tâm mang các dấu thập đỏ, còn hai điểm bên trong mang hoa loa kèn xanh dương. Vào năm 1917, tấm khiên trung tâm đã bị bỏ đi theo sắc lệnh của George V.
| Phù hiệu của Vương tôn Arthur sau năm 1917 | Cờ huy hiệu của Arthur sau năm 1917, với dải năm điểm, điểm đầu tiên, thứ ba và thứ năm mang dấu Thập tự giá Thánh George, còn điểm thứ hai và thứ tư mang hoa loa kèn | Biểu ngữ của Arthur trước năm 1917 với huy hiệu của Hoàng gia Sachsen được chồng lên trên |

## Tổ tiên
| \| \| \| \| \| \| \| \| \| \| \| 8. Ernst I xứ Sachsen-Coburg và Gotha \| \| \| \| \| \| \| \| \| \| \| \| \| \| \| \| \| \| \| \| \| \| \| \| \| \| \| \| \| \| \| \| \| \| \| \| \| \| \| \| \| \| \| \| \| \| \| \| \| \| \| 4. Albrecht xứ Sachsen-Coburg và Gotha \| \| \| \| \| \| \| \| \| \| \| \| \| \| \| \| \| \| \| \| \| \| \| \| \| \| \| \| \| \| \| \| \| \| \| \| \| \| \| \| \| \| \| \| \| \| \| \| \| \| \| \| \| \| \| \| \| \| \| \| 9. Luise Pauline xứ Sachsen-Gotha-Altenburg \| \| \| \| \| \| \| \| \| \| \| \| \| \| \| \| \| \| \| \| \| \| \| \| \| \| \| \| \| \| \| \| \| \| \| \| \| \| \| \| \| \| \| \| \| \| \| \| \| \| \| \| \| \| \| \| \| \| \| \| 2. Vương tử Arthur, Công tước xứ Connaught và Strathearn \| \| \| \| \| \| \| \| \| \| \| \| \| \| \| \| \| \| \| \| \| \| \| \| \| \| \| \| \| \| \| \| \| \| \| \| \| \| \| \| \| \| \| \| \| \| \| \| \| \| \| \| \| \| \| \| \| \| \| \| 10. Edward xứ Kent và Strathearn \| \| \| \| \| \| \| \| \| \| \| \| \| \| \| \| \| \| \| \| \| \| \| \| \| \| \| \| \| \| \| \| \| \| \| \| \| \| \| \| \| \| \| \| \| \| \| \| \| \| \| \| \| \| \| \| \| \| \| \| 5. Victoria của Liên hiệp Anh \| \| \| \| \| \| \| \| \| \| \| \| \| \| \| \| \| \| \| \| \| \| \| \| \| \| \| \| \| \| \| \| \| \| \| \| \| \| \| \| \| \| \| \| \| \| \| \| \| \| \| \| \| \| \| \| \| \| \| \| 11. Victoire xứ Sachsen-Coburg-Saalfeld \| \| \| \| \| \| \| \| \| \| \| \| \| \| \| \| \| \| \| \| \| \| \| \| \| \| \| \| \| \| \| \| \| \| \| \| \| \| \| \| \| \| \| \| \| \| \| \| \| \| \| \| \| \| \| \| \| \| \| \| 1. Vương tôn Arthur xứ Connaught \| \| \| \| \| \| \| \| \| \| \| \| \| \| \| \| \| \| \| \| \| \| \| \| \| \| \| \| \| \| \| \| \| \| \| \| \| \| \| \| \| \| \| \| \| \| \| \| \| \| \| \| \| \| \| \| \| \| \| \| 12. Karl của Phổ \| \| \| \| \| \| \| \| \| \| \| \| \| \| \| \| \| \| \| \| \| \| \| \| \| \| \| \| \| \| \| \| \| \| \| \| \| \| \| \| \| \| \| \| \| \| \| \| \| \| \| \| \| \| \| \| \| \| \| \| 6. Friedrich Karl của Phổ \| \| \| \| \| \| \| \| \| \| \| \| \| \| \| \| \| \| \| \| \| \| \| \| \| \| \| \| \| \| \| \| \| \| \| \| \| \| \| \| \| \| \| \| \| \| \| \| \| \| \| \| \| \| \| \| \| \| \| \| 13. Marie xứ Sachsen-Weimar-Eisenach \| \| \| \| \| \| \| \| \| \| \| \| \| \| \| \| \| \| \| \| \| \| \| \| \| \| \| \| \| \| \| \| \| \| \| \| \| \| \| \| \| \| \| \| \| \| \| \| \| \| \| \| \| \| \| \| \| \| \| \| 3. Luise Margareta của Phổ \| \| \| \| \| \| \| \| \| \| \| \| \| \| \| \| \| \| \| \| \| \| \| \| \| \| \| \| \| \| \| \| \| \| \| \| \| \| \| \| \| \| \| \| \| \| \| \| \| \| \| \| \| \| \| \| \| \| \| \| 14. Leopold IV xứ Anhalt \| \| \| \| \| \| \| \| \| \| \| \| \| \| \| \| \| \| \| \| \| \| \| \| \| \| \| \| \| \| \| \| \| \| \| \| \| \| \| \| \| \| \| \| \| \| \| \| \| \| \| \| \| \| \| \| \| \| \| \| 7. Maria Anna xứ Anhalt-Dessau \| \| \| \| \| \| \| \| \| \| \| \| \| \| \| \| \| \| \| \| \| \| \| \| \| \| \| \| \| \| \| \| \| \| \| \| \| \| \| \| \| \| \| \| \| \| \| \| \| \| \| \| \| \| \| \| \| \| \| \| 15. Friederike của Phổ \| \| \| \| \| \| \| \| \| \| \| \| \| \| \| \| \| \| \| \| \| \| \| \| \| \| \| \| \| \| \| \| \| \| \| \| \| \| \| \| \| \| \| |                                                          |  |  |  |  |  |  |  |  |                                       |  |  |  |
| |                                                          |  |  |  |  |  |  |  |  | 8. Ernst I xứ Sachsen-Coburg và Gotha |  |  |  |
| |                                                          |  |  |  |  |  |  |  |  |                                       |  |  |  |
| |                                                          |  |  |  |  |  |  |  |  |                                       |  |  |  |
| |                                                          |  |  |  |  |  |  |  |  |                                       |  |  |  |
| | 4. Albrecht xứ Sachsen-Coburg và Gotha                   |  |  |  |  |  |  |  |  |                                       |  |  |  |
| |                                                          |  |  |  |  |  |  |  |  |                                       |  |  |  |
| |                                                          |  |  |  |  |  |  |  |  |                                       |  |  |  |
| |                                                          |  |  |  |  |  |  |  |  |                                       |  |  |  |
| | 9. Luise Pauline xứ Sachsen-Gotha-Altenburg              |  |  |  |  |  |  |  |  |                                       |  |  |  |
| |                                                          |  |  |  |  |  |  |  |  |                                       |  |  |  |
| |                                                          |  |  |  |  |  |  |  |  |                                       |  |  |  |
| |                                                          |  |  |  |  |  |  |  |  |                                       |  |  |  |
| | 2. Vương tử Arthur, Công tước xứ Connaught và Strathearn |  |  |  |  |  |  |  |  |                                       |  |  |  |
| |                                                          |  |  |  |  |  |  |  |  |                                       |  |  |  |
| |                                                          |  |  |  |  |  |  |  |  |                                       |  |  |  |
| |                                                          |  |  |  |  |  |  |  |  |                                       |  |  |  |
| | 10. Edward xứ Kent và Strathearn                         |  |  |  |  |  |  |  |  |                                       |  |  |  |
| |                                                          |  |  |  |  |  |  |  |  |                                       |  |  |  |
| |                                                          |  |  |  |  |  |  |  |  |                                       |  |  |  |
| |                                                          |  |  |  |  |  |  |  |  |                                       |  |  |  |
| | 5. Victoria của Liên hiệp Anh                            |  |  |  |  |  |  |  |  |                                       |  |  |  |
| |                                                          |  |  |  |  |  |  |  |  |                                       |  |  |  |
| |                                                          |  |  |  |  |  |  |  |  |                                       |  |  |  |
| |                                                          |  |  |  |  |  |  |  |  |                                       |  |  |  |
| | 11. Victoire xứ Sachsen-Coburg-Saalfeld                  |  |  |  |  |  |  |  |  |                                       |  |  |  |
| |                                                          |  |  |  |  |  |  |  |  |                                       |  |  |  |
| |                                                          |  |  |  |  |  |  |  |  |                                       |  |  |  |
| |                                                          |  |  |  |  |  |  |  |  |                                       |  |  |  |
| | 1. Vương tôn Arthur xứ Connaught                         |  |  |  |  |  |  |  |  |                                       |  |  |  |
| |                                                          |  |  |  |  |  |  |  |  |                                       |  |  |  |
| |                                                          |  |  |  |  |  |  |  |  |                                       |  |  |  |
| |                                                          |  |  |  |  |  |  |  |  |                                       |  |  |  |
| | 12. Karl của Phổ                                         |  |  |  |  |  |  |  |  |                                       |  |  |  |
| |                                                          |  |  |  |  |  |  |  |  |                                       |  |  |  |
| |                                                          |  |  |  |  |  |  |  |  |                                       |  |  |  |
| |                                                          |  |  |  |  |  |  |  |  |                                       |  |  |  |
| | 6. Friedrich Karl của Phổ                                |  |  |  |  |  |  |  |  |                                       |  |  |  |
| |                                                          |  |  |  |  |  |  |  |  |                                       |  |  |  |
| |                                                          |  |  |  |  |  |  |  |  |                                       |  |  |  |
| |                                                          |  |  |  |  |  |  |  |  |                                       |  |  |  |
| | 13. Marie xứ Sachsen-Weimar-Eisenach                     |  |  |  |  |  |  |  |  |                                       |  |  |  |
| |                                                          |  |  |  |  |  |  |  |  |                                       |  |  |  |
| |                                                          |  |  |  |  |  |  |  |  |                                       |  |  |  |
| |                                                          |  |  |  |  |  |  |  |  |                                       |  |  |  |
| | 3. Luise Margareta của Phổ                               |  |  |  |  |  |  |  |  |                                       |  |  |  |
| |                                                          |  |  |  |  |  |  |  |  |                                       |  |  |  |
| |                                                          |  |  |  |  |  |  |  |  |                                       |  |  |  |
| |                                                          |  |  |  |  |  |  |  |  |                                       |  |  |  |
| | 14. Leopold IV xứ Anhalt                                 |  |  |  |  |  |  |  |  |                                       |  |  |  |
| |                                                          |  |  |  |  |  |  |  |  |                                       |  |  |  |
| |                                                          |  |  |  |  |  |  |  |  |                                       |  |  |  |
| |                                                          |  |  |  |  |  |  |  |  |                                       |  |  |  |
| | 7. Maria Anna xứ Anhalt-Dessau                           |  |  |  |  |  |  |  |  |                                       |  |  |  |
| |                                                          |  |  |  |  |  |  |  |  |                                       |  |  |  |
| |                                                          |  |  |  |  |  |  |  |  |                                       |  |  |  |
| |                                                          |  |  |  |  |  |  |  |  |                                       |  |  |  |
| | 15. Friederike của Phổ                                   |  |  |  |  |  |  |  |  |                                       |  |  |  |
| |                                                          |  |  |  |  |  |  |  |  |                                       |  |  |  |
| |                                                          |  |  |  |  |  |  |  |  |                                       |  |  |  |